# Monacos Grand Prix 1966
Monacos Grand Prix 1966 var det första av nio lopp ingående i formel 1-VM 1966.  

## Resultat
1. Jackie Stewart, BRM, 9 poäng
2. Lorenzo Bandini, Ferrari, 6
3. Graham Hill, BRM, 4
4. Bob Bondurant, Team Chamaco Collect (BRM), 3

### Förare som bröt loppet
- Richie Ginther, Cooper-Maserati (varv 80, transmission)
- Guy Ligier, Ligier (Cooper-Maserati) (75, för få varv)
- Joakim Bonnier, Jo Bonnier (Cooper-Maserati) (73, för få varv)
- Jim Clark, Lotus-Climax (60, upphängning)
- Jochen Rindt, Cooper-Maserati (56, motor)
- Jo Siffert, R R C Walker (Brabham-BRM) (35, koppling)
- Mike Spence, Reg Parnell (Lotus-BRM) (34, upphängning)
- Jack Brabham, Brabham-Repco (17, växellåda)
- John Surtees, Ferrari (16, transmission)
- Denny Hulme, Brabham-Climax (15, transmission)
- Bruce McLaren, McLaren-Ford (9, oljeläcka)
- Bob Anderson, DW Racing Enterprises (Brabham-Climax) (3, motor)

### Förare som ej startade
- Phil Hill, Phil Hill (Lotus-Climax)